# ماغدالينا لوثر
ماغدالينا لوثر (بالألمانية: Magdalena Luther) هي بنت الراهب الألماني المعروف مارتن لوثر وزوجته كاترينا فون بورا. ولدت في 4 مايو من عام 1529 وتوفيت في 20 سبتمبر من عام 1542 عن عمر يناهز 13 عاما.